# Smile, Darn Ya, Smile!
Smile, Darn Ya, Smile! es un corto de dibujos animados de Merrie Melodies (estrenado el 5 de septiembre de 1931), y además es el título de la canción interpretada en la caricatura. Este es una de las tres únicas animaciones hechas por Merrie Melodies que tiene de protagonista a Foxy, junto con Lady, Play Your Mandolin! (agosto de 1931) y One More Time (3 de octubre del mismo año). Este corto es una adaptación de Trolley Troubles, un corto de Disney con Oswald el conejo afortunado en cuya creación Hugh Harman había sido involucrado.

## Sinopsis
Foxy es un ingeniero de tranvía cuyos problemas incluyen una obesa señora hipopótamo que no cabe dentro del vagón, y un juego de ruedas que se desprenden del tranvía en movimiento. Foxy recoge a su novia zorra y le da un paseo, pero en el camino, las vías son bloqueadas por una vaca que no quiere salir de los rieles. Mientras Foxy intenta mover a la vaca, un grupo de vagabundos cercanos comienza a cantar la canción de título. Finalmente logra pasar el coche por debajo de la vaca.
El tranvía baja luego por una colina y Foxy pierde el control de este, intentando infructuosamente de detenerlo. Por último, el carro cae por un acantilado, quedando la mirada de Foxy directamente hacia la cámara, entonces este se cae de su cama, despertando de lo que ha resultado ser una pesadilla. La radio junto a su cama se encuentra tocando en ese momento la canción de título, y Foxy, molesto, la destruye con una de las patas de su cama.